# Салене
Анна Сесилия Салин (швед. Anna Cecilia Sahlin (род. 11 мая 1976 года), известная как Анна Салене (швед. Anna Sahlene) или просто Салене (швед. Sahlene) — шведская певица. Представитель Эстонии на Евровидении 2002.

## Личная жизнь и карьера
Родилась в Сёдерхамне 11 мая 1976 года. Салене была самой старшей из семи детей, трёх младших братьев и трёх младших сестёр. У обоих её родителей были сильные музыкальные наклонности, которые передались их детям, а сама Салене пела с раннего возраста в дополнение к обучению игре на виолончели, гитаре, гобое и фортепиано. Но её карьера началась с актрисы: в возрасте девяти лет у неё была главная роль в фильме «Дети шумной деревни» (1986) по мотивам истории Астрид Линдгрен и впоследствии повторила свою роль — роль Анны — в продолжении «Подробнее о детях Шумной деревни» (1987), появляясь в обоих фильмах как Анна Салене.
Салин не стала заниматься актёрской карьерой после этих двух фильмов, хотя она появилась на телевидении в 1989 году, когда два этих фильма снимались в виде серии из семи частей — до восемнадцати лет, когда она переехала в Стокгольм с мечтой стать певицей. Она была в течение нескольких лет членом церковного хора One Voice режиссёра Габриэля Форсса, участники которого также выступали в качестве бэк-вокалистов на записях таких артистов, как Эрик Гадд, Карола и Робин.
Она была среди участников хора One Voice, которые сформировали хорал для Шарлотты Нильсон, представившей Швецию на Евровидении 1999 с песней «Take Me to Your Heaven», с которой одержала победу. Во время очередного конкурса песни Евровидение 2000, прошедшего в Стокгольме, Салене была снова на сцене в качестве одного из участников хора One Voice, которая сформировала хорал для Клаудетты Паче, выступившей в мальтийском конкурсе «Желание». Собственная карьера Салене в звукозаписи началась в 1997 году, когда она присоединилась к группе Rhythm Avenue в их альбоме «Двенадцать шагов по авеню».

### The Little Voice
Первый сольный сингл Салене в 2000 году назывался «The Little Voice» («Маленький голос»). «The Little Voice» не привлекала большого внимания в эфире, пока позже не была записана и выпущена в качестве сингла Хилари Дафф в 2004 году, хотя и с почти полностью переписанным текстом. Видео было создано для треков, записанных Салене для аркадной музыки Roadrunner: «Fifth Element» («Пятый элемент»); «The Little Voice» («Маленький голос»), попавшие в топ-5 самых популярных песен MTV Nordic, и «Fishies» («Рыбы»), снятого на острове Сардиния, Италия. «The Little Voice» и выпуск сингла в 2001 году «House» («Дом») оба были второстепенными хитами шведского чарта для Салене с соответствующими пиками № 51 и № 52. Салене записала треки для выпуска альбома The Little Voice, который был отложен из-за выкупа EMG аркадной музыки Roadrunner и её возможного банкротства. Однако Салене была предоставлена возможность выступить на разогреве на шведских концертах Роберта Планта и группы Bon Jovi в рамках продвижения альбома The Little Voice до того, как его выпуск был отменён.

### Евровидение 2002 /Runaway
Впоследствии Салене подписала контракт с Virgin Records Швеция, но ещё не записывалась на этом лейбле, когда в январе 2002 года с Virgin Sweden связалась эстонская поп-группа 2 Quick Start, которая вошла в состав группы «Runaway» на Eurolaul 2002, национальный отбор Эстонии на Евровидении 2002. ведущая эстонская поп-звезда Инес записала демо-версию «Runaway», но отказалась исполнять песню на нацотборе, и 2 Quick Start, не имея возможности пригласить другого эстонского певца, теперь надеялись нанять певца из Швеции. Virgin Records позвонила Сахлин с предложением исполнить «Runaway» на Eurolaul 2002 вечером того же дня, когда с лейблом связались авторы песен, и в 6 часов утра следующего дня Салене вылетела в столицу Эстонии Таллин, где она репетировала с 2 Quick Start в течение двух недель, оставшихся до Eurolaul 2002.
26 января 2002 года Салене исполнила песню «Runaway» на Eurolaul 2002 и заняла первое место, благодаря чему получила право представить Эстонии на Евровидении 2002. А в ночь конкурса Евровидении 2002, который состоялся 25 мая 2002 года на арене Саку-суурхалль в Таллине, выступление Салене с песней «Runaway» привело к финишу на третьем месте.
«Runaway» дебютировал на 20-й строчке шведского чарта синглов от 12 июня 2002 года, но не смог подняться выше, хотя провел 14 недель в Топ-40, семь из которых провёл в Топ-25.

### 2003—2004
В 2003 году Салене сделала свою первую заявку на то, чтобы представлять свою родную Швецию на Евровидении, участвуя в Melodifestivalen 2003, шведском национальном отборочном туре на Евровидение, с номером В 2003 году Салене сделала свою первую заявку на то, чтобы представлять свою родную Швецию на Евровидении, участвуя в Melodifestivalen, шведском национальном отборочном туре на Евровидение, с номером «We’re Unbreakable» («Мы нерушимы»), который 8 марта 2003 года выбыла, заняв 5-е место в раунде № 1 Полуфинала № 4. Салене свободно призналась перед Melodifestivalen 2003, что целью её участия было продемонстрировать «We’re Unbreakable» только для того, чтобы добиться успеха в Швеции и Эстонии: она была уверена, что за неё не будет голосовать шведская публика в качестве участника Евровидения, и Салене фактически предпочла не участвовать в главной сцене Евровидения второй год подряд.
«We’re Unbreakable» была включена в дебютный альбом Sahlene It’s Been a While, который в основном состоял из треков из её неизданного альбома Little Voice, а также содержал «Runaway»: It’s Been a While был выпущен на лейбле M&L Records — лейбле Lionheart Music Group — в апреле 2003 года, и «Unbreakable» стал хитом на шведском радио, хотя он не был выпущен как физический сингл и поэтому не попал в чарты.
Имя Салене просочилось в качестве возможной исполнительницы для участника Melodifestivalen 2004 «Baby I Can’t Stop» «Детка, я не могу остановиться»: однако возможной исполнительницей песни была Глэдис дель Пилар.
Салене была приглашённой исполнительницей в альбоме What a Wonderful World группы the Joybells, исполнив заглавный трек для выпуска летом 2004 года.

## Анна Салене

### 2005
В феврале 2005 года второй альбом Салене Photograph был выпущен на родительском лейбле M&L Lionheart («Львиное сердце») с подписью художника Анны Салене: добавление имени «Анна» к профессиональному имени Салене впервые проявилось в предварительном сингле этого альбома «Creeps», выпущенном в январе 2005 года и ставшем хитом как в Швеции (#28), так и в Финляндии (#13). Тема этой статьи была зачислена как «Анна Салене» во всех её последующих профессиональных начинаниях, включая озвучивание персонажа «Кэппи» в шведскоязычной дублированной версии компьютерного анимационного комикса научно-фантастического фильма «Роботы» (выпущен 20th Century Fox в марте 2005 года).

### 2006—2007
В 2006 году Анна Салене снова решилась принять участие в Melodifestivalen 2006 с песней «This Woman» («Эта женщина»), которую Салене сочинила вместе с Бобби Юнггреном и Хенриком Викстремом. «This Woman» выбыла из Melodifestivalen 2006 в первом полуфинале, заняв 5-е место. Однако запись Салене «This Woman», выпущенная на M&L, вернула её в Топ-20 Швеции впервые со времен «Runaway», когда «This Woman» достигла 19-го места в марте 2006 года, хотя восьминедельное пребывание «This Woman» в чарте было намного короче, чем у хита № 20 «Runaway».
Салене была одна из участниц в сезоне 2007 года шведской версии шоу «Танцы со звёздами». Салене выбыла из шоу, которое выиграл Лассе Брандеби.
11 августа 2007 года Салене начала расширенный показ в главной женской роли в мюзикле Footloose в Гётеборге. Шоу переехало в Стокгольм 20 февраля 2008 года.

### 2008—2009
В январе 2008 года было объявлено, что Салене, возможно, примет участие в конкурсе Selecția Națională (национальный отбор Румынии на Евровидении). Национальный отборочный тур для Румынии на «Евровидении»: хотя в демо-версии номера «Dr Frankenstein» участвовала только вокалистка Лагайлия Фрейзер, предварительно планировалось, что номер будет исполнен в Национальном отборе в дуэте Фрейзера и Салене, а дуэт будет объявлен как Ласал. Однако к концу месяца было подтверждено, что расписание Салин не позволит ей участвовать в Отборе на Национальном уровне («Dr Frankenstein» в исполнении Лагайлии Фрейзер в финале Отбора на Национальном уровне 23 февраля 2008 года занял десятое место). Салене была приглашенной исполнительницей на Eurolaul 2008, транслировавшейся в прямом эфире из студии ETV в Таллине 2 февраля 2008 года, где она представила свой предстоящий сингл, кавер-версию норвежского хита Марии Арредондо № 4 2007 года «Brief and Beautiful» («Кратко и красиво»).
Салене ещё раз попыталась представить на Швецию на Евровидении 2009. Она приняла участие на Melodifestivalen 2009 с песней «Killing Me Tenderly» («Убивай Меня Нежно») в дуэте с Мария Хёускос Сторенг. Задуманная как соло, композиторы песни переделали «Killing Me Tenderly» в дуэт, найдя демо, представленное Салене, и демо, представленное Сторенг, одинаково впечатляющими. Песня «Killing Me Tenderly» выбыла в полуфинале № 4, состоявшемся 28 февраля 2009 года, заняв 7-е место: однако запись «Killing Me Tenderly» Анны Салене и Марии Хаукаас Сторенг, выпущенная на M&L, поднялась в шведских чартах до № 10 (хотя и с очень коротким общим пребыванием в чартах три недели).
24 октября 2010 года Салене выступила на вечеринке «Евровидение ночью после наступления темноты», проходившей в посольстве Швеции в Вашингтоне, округ Колумбия.

### Недавняя карьера
В 2010 году Салене была одной из нескольких артисток, участвовавших в благотворительном сингле «Ta Min Hand» в поддержку детских деревень SOS. Салене также была среди сотрудников «Ta Min Hand» («Возьми Меня За Руку»), которые выступили на сопутствующем концерте по сбору средств, состоявшемся в Кунгстредгордене 20 ноября 2010 года — в день выхода сингла.
С осени 2010 года Анна Салене и Лагайлия Фрейзер активно гастролировали по Швеции с R&B-ориентированным живым шоу под названием the Blues Mothers.
В 2012 году впервые за четыре года были выпущены новые записи Sahlene, сингл «Jamie» был выпущен 27 февраля, а последующий сингл «Horns of Mississippi» был выпущен 6 июля 2012 года: эти два сингла включены в одиннадцатитрековый альбом Roses, выпущенный 26 сентября 2012 года.
Было объявлено, что с 27 декабря 2012 года Салене выступит в роли Марии Магдалены в постановке театра Гета Лежон Иисус Христос Суперзвезда.
В 2013 году Салене озвучила персонажа королевы Тары в шведскоязычной дублированной версии анимационного фильма Эпик, выпущенного 20th Century Fox в мае 2013 года.
5 мая 2016 года было объявлено, что Салене и Деа Норберг будут бэк-вокалистками Дами Им, представительнице Австралии на Евровидения 2016. Песня «Sound of Silence», которую Дами Им исполнила во втором полуфинале 11 мая 2016 года в Globen, прошла в финал, где была исполнена 14 мая 2016 года. На репетициях полуфинального выступления Im 5 мая 2016 года Сахлин и Норберг исполнили свой бэк-вокал за сценой.
Осенью 2018 года она сыграла роль Грейс в постановке Nöjesteaterns сценического мюзикла «Анни». Она повторила свою роль весной 2019 года в театре Лоренсбергстеатерн в Гётеборге.
В мае 2019 года она исполнила бэк-вокал на «Евровидении 2019» для песни «Bigger Than Us» Майкла Райса представителя Великобритании.
Салене принимала участие на Eesti Laul 2022 с песней «Champion» («Чемпион»), где заняла 4-е место, а также на Eesti Laul 2025 с песней «Love Me Now» («Люби меня низко»), где заняла 14-е место.

## Чарты
| Year | Single                                      | Album             | Turkish Singles Chart\|TUR |
| ---- | ------------------------------------------- | ----------------- | -------------------------- |
| 2000 | The Little Voice                            | It’s Been A While | -                          |
| 2000 | House                                       | It’s Been A While | -                          |
| 2001 | Fishies                                     | Non-album single  | -                          |
| 2002 | Runaway                                     | It’s Been A While | 50                         |
| 2003 | Do You Really Wanna?                        | It’s Been A While | -                          |
| 2003 | No Ordinary Girl                            | It’s Been A While | -                          |
| 2003 | We’re Unbreakable                           | It’s Been A While | 12                         |
| 2005 | Photograph                                  | Photograph        | -                          |
| 2005 | You Can Shine                               | Non-album single  | -                          |
| 2005 | Creeps                                      | Photograph        | -                          |
| 2006 | This Woman                                  | Non-album single  | -                          |
| 2009 | Killing Me Tenderly c Мария Хёускос Сторенг | Non-album single  | -                          |
| 2013 | Vertigo c Bassflow                          | Non-album single  | -                          |